# سمرا اوزدامار
سمرا اوزدامار (انگلیسی: Semra Özdamar؛ زادهٔ ۱۱ ژانویهٔ ۱۹۵۶) بازیگر اهل ترکیه است. او بیشتر به خاطر نقش خود در فیلم Hababam Sınıfı Sınıfta Kaldı شناخته می‌شود. 